# Умурзаков, Шавкат Буранович
Шавкат Буранович Умурзаков (род. 6 февраля 1979) — узбекский государственный и политический деятель.

## Биография
Родился 6 февраля 1979 года в старой части города Ташкента, известной как бывший Медгородок. Вырос в семье врачей. В юные годы увлекался спортом и достиг успехов в дзюдо.
Получил высшее юридическое образование. Прошёл путь от начинающего юриста до старшего советника юстиции, получив при этом звание полковника. Одним из важных этапов его карьеры стало назначение на пост самого молодого руководителя управления Генеральной прокуратуры Республики Узбекистан.
С июня 2011 по сентябрь 2013 года Умурзаков занимал должность начальника отдела по борьбе с экономическими преступлениями и коррупцией прокуратуры Ташкентской области. С 2013 по 2018 годы возглавлял управление по борьбе с организованной преступностью и коррупцией Генеральной прокуратуры Республики Узбекистан.
В 2018 году стал заместителем Генерального прокурора, а также начал работу в сфере автопрома, возглавив компанию УзАвто. Пост председателя предприятия УзАвтосаноат занимал с 27 июня 2018 года по 23 марта 2023 года.
В 2022 году был назначен председателем федерации гимнастики Узбекистана, где принимал участие в разработке стратегии развития гимнастического спорта страны.
С 23 марта 2023 года исполнял обязанности хокима (мэра) города Ташкента, сменив на этой должности бывшего первого заместителя хокима Бахтиёра Рахманова (формальный предшественник Джахонгир Артыкходжаев был отправлен в отставку 16 января за многочисленные злоупотребления полномочиями). В настоящее время утверждён в данной должности.
Женат, имеет трёх дочерей. В свободное время продолжает заниматься спортом. Был удостоен наград «Содик хизматлари учун» и «Мехнат шухрати».

## Хоким столицы Узбекистана
24 марта 2023 года Шавката Умурзакова назначили исполняющим обязанности мэра Ташкента.
С 3 апреля 2024 года утверждён в должности хокима города Ташкента.

## Депутат и сенатор
По итогам парламентских выборов в 2024 году Умурзаков был избран депутатом от Либерально-демократической партии Узбекистана и вошёл в состав Ташкентского городского Кенгаша народных депутатов.
В том же году стал членом Сената Олий Мажлиса Республики Узбекистан